# 海軍国防政策委員会・第一委員会
海軍国防政策委員会・第一委員会（かいぐんこくぼうせいさくいいんかい・だいいちいいんかい）とは、大日本帝国海軍の中で国家総力戦に向けての準備をするために軍令部と海軍省の課長級スタッフで構成されて作られた組織横断的なタスクフォースである。

## 設立経緯
高田利種が海軍省軍務局第二課長予定者である時、軍令部と海軍省に横断する組織を作り大日本帝国陸軍に対抗しようと考え立ち上げた。

## 概要
主要なメンバーは富岡定俊（当時軍令部作戦課長、大佐）、大野竹二（当時軍令部、大佐）、高田利種（当時海軍省軍務局第一課長、大佐）、石川信吾（当時海軍省軍務局第二課長、大佐）の4人である。軍令部の機密を扱うため作戦室を使用し極秘裏に審議したが、決定機関ではなく権限は極めて曖昧であった。非常に閉鎖的であり、例えば物資動員や出師準備の担当である軍令部第二部第四課長の栗原悦蔵元少将が自分も出席する必要がある旨主張し資料を抱えて会議に入ろうとしたら富岡定俊に「あなたは入る必要がないんだから」と制止されたという。権限がないため過激であり、しかし永野修身（当時軍令部総長）は会議の席でも居眠りをし作戦計画に鋭い指摘を飛ばすこともなく、「これは第一委員会でパスしたのか？」「よかろう」と第一委員会の報告書を無批判に採用し、1941年には海軍の政策決定はほとんどこの委員会の下固めにより進んで海軍は一気に開戦に向けて動くこととなり、これにつき鳥巣健之助（元中佐）は海軍反省会でこの委員会が「むちゃくちゃに戦争に持って行った」「魔性の海軍」と強く批判している。

## 『現情勢下ニ於テ帝国海軍ノ執ルベキ態度』
現情勢下ニ於テ帝国海軍ノ執ルベキ態度（げんじょうせいかにおいてていこくかいぐんのとるべきたいど）は海軍国防政策委員会第一委員会が1941年6月5日に成案した機密文書である。『現情勢下に於て帝国海軍の執るべき態度』とも書かれる。
本文書は帝国の置かれた状況を物資・戦略・国際情勢の観点から情勢判断し、それに基づき帝国海軍のとるべき方策を規定している。一例として「速に和戦孰れかの決意を明定すべき時機に達せり」「（米英蘭が石油供給を禁じたる場合）猶予なく武力行使を決意するを要す」「泰仏印に対する軍事的進出は一日も速に之を断行する如く努るを要す」「（政府及陸軍に対し）戦争決意の方向に誘導するを要す」としている。
また「猶予無く武力行使を決意する」状況として以下の6つを挙げている：
- 米・（英）・蘭による石油供給の禁止
- 蘭印・泰・佛印による生ゴム・米・錫・ニッケルの全面禁輸
- 佛印・泰による帝国自衛上必要な軍事的協力への拒否
- 米・英・蘭による極東増派兵力が作戦上の許容範囲を逸脱
- 英・米による、帝国対支交戦権発動後の軍事行動への妨害
- 英・米による泰への軍事行動

永野修身（当時軍令部総長）は1941年5月頃まではそれほど開戦に積極的ではなかったが、この資料により非常に強い影響を受けて以来非常に強硬になったと佐薙毅は証言している。
この後歴史は仏印進駐、対日石油禁輸、開戦とこの通りに展開した。
この『現情勢下ニ於テ帝国海軍ノ執ルベキ態度』は1963年の『太平洋戦争への道』(日本国際政治学会太平洋戦争原因研究部編)にて初めて紹介され、旧海軍関係者に衝撃を与えた。この文章が与えた影響について、陸海軍並立となった戦史叢書「開戦経緯」では双方で異なる見解がなされている。 
本文書は以下の章立てとなっている： 
- 第一、情勢判断
  - 一、情勢判断の基礎条件
  - 二、物資に関する状況判断
    - （三）米
    - （四）燃料
    - （五）重要戦用資材
      - （ロ）ニッケル
      - （ハ）生ゴム
      - （ニ）錫
      - （ホ）モリブデン鉱
      - （ヘ）銅
      - （ト）コバルド
      - （チ）バナジウム鉱
      - （リ）その他（鉛、水銀、石綿、雲母、アンチモン、亜鉛、タングステン、マンガン、クロム、工業塩）

    - （六）輸送力及び船腹問題

  - 三、極東方面に於ける戦略的諸情勢の検討
  - 四、国際情勢の検討
- 第二、帝国海軍の執るべき方策
  - 一、原則的事項
  - 二、欧州情勢変化に対する態度
  - 三、支那事変に関する方策
  - 四、N工作に関する態度
  - 五、米獨戦争状態展開したる場合の方策
  - 六、武力行使に関する決意
  - 七、結論